# Distintivo da Infantaria de Assalto

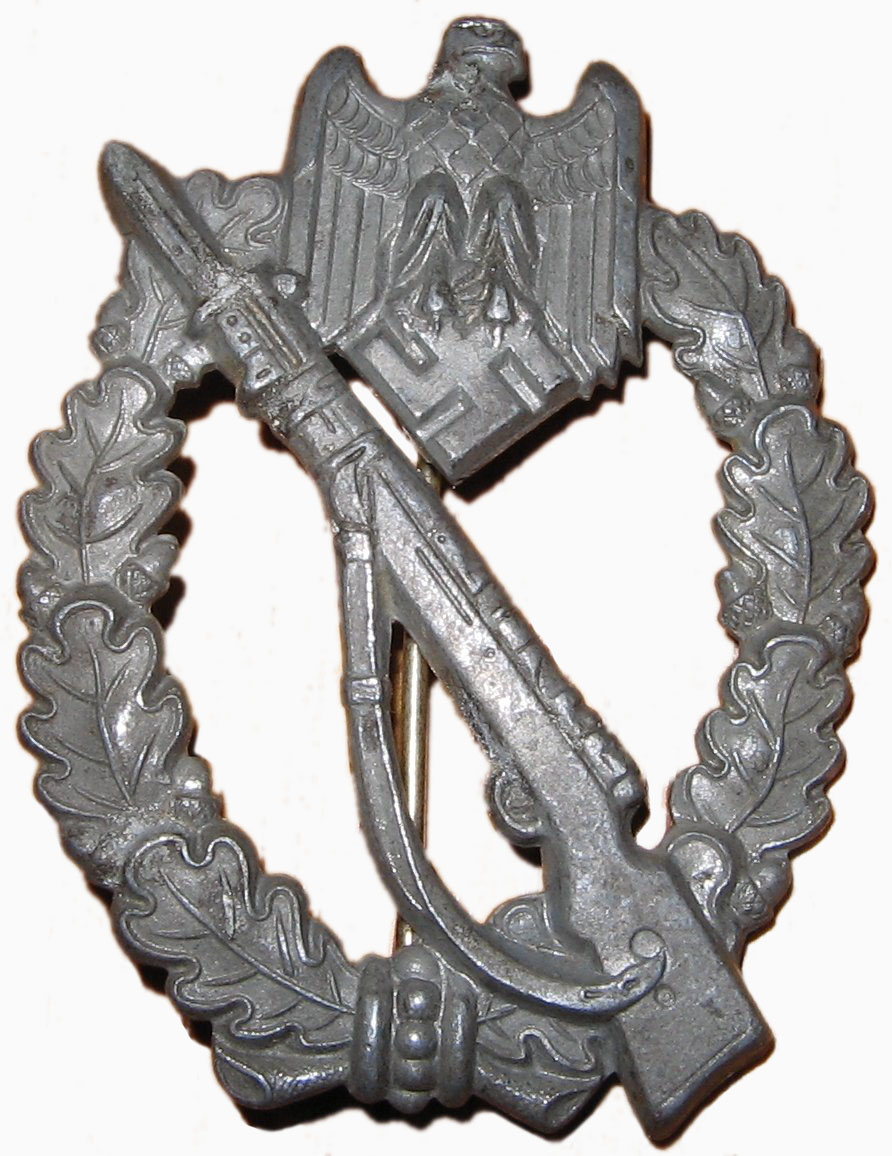
Distintivo da infantaria de assalto

O Distintivo de Assalto de Infantaria (em alemão:  Infanterie-Sturmabzeichen) foi uma condecoração militar alemã instituído pelo chefe do Alto Comando do Exército Walther von Brauchitsch e concedido aos militares da Wehrmacht e Waffen-SS durante a Segunda Guerra Mundial. Podia ser concedido a membros de unidades de infantaria não-motorizadas e unidades do Gebirgsjäger que haviam participado de ataques de infantaria, com armas leves de infataria, em pelo menos três dias de batalha na linha de frente a partir da data de  1° de Janeiro de 1940. Quando uma contraofensiva levava ao combate a curta distância, o distintivo também poderia ser concedido. O Distintivo da Infanterie Sturmabzeichen era concedido a nível de comando regimental ou superior. As duas primeiras insígnias honoríficas foram entregues a um oficial e um soldado alistado em uma ocasião especial em 28 de maio de 1940, pelo próprio von Brauchitsch.